# Mers-les-Bains

Mers-les-Bains este o comună în departamentul Somme, Franța. În 1 ianuarie 2022 avea o populație de 2.536 de locuitori.